# Daniel Marinus Kan

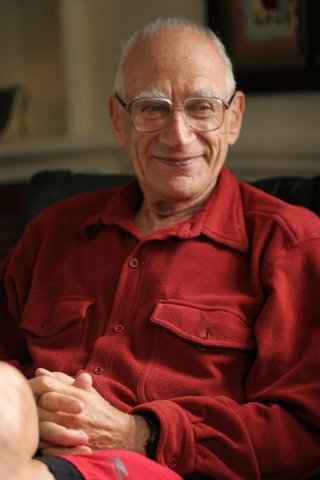
Daniel Marinus Kan (2005)

Daniel Marinus Kan (* 4. August 1927; † 4. August 2013 in Newton, Massachusetts, USA) war ein Mathematiker, der im Bereich der Homotopie-Theorie tätig war.
Im Laufe der letzten fünf Jahrzehnte seines Lebens verfasste er auf diesem Gebiet als Autor oder Koautor Dutzende Aufsätze und Monografien.

## Frühes Leben
Kan wuchs in Amsterdam in einem liberalen jüdischen Elternhaus auf. 1941 musste er vom Barlaeus Gymnasium zum Jüdischen Lyzeum wechseln. Sommer 1943 wurde die Familie deportiert, zunächst nach Westerbork und danach nach Bergen-Belsen. Kurz nach der Befreiung verstarben beide Eltern an Typhus.
Nachdem er seine Schulbildung am Barlaeus Gymnasium abgeschlossen hatte, studierte er auf Anraten von L. E. J. Brouwer Mathematik an der Universität von Amsterdam. Dort weckte Johannes de Groot in ihm ein Interesse für Topologie. 1951 wanderte er nach Israel aus und arbeitete zunächst als Hilfswissenschaftler am Weizmann-Institut im Rahmen eines Projekts zum Aufsuchen von Erdöllagerstätten. Er heiratete Nora Poliakof, die wie er aus Amsterdam stammte und Bergen-Belsen überlebt hatte. Das Paar bekam vier Kinder.

## Werdegang
Kan promovierte 1955 unter Samuel Eilenberg an der Hebräischen Universität Jerusalem.
Seit den frühen 1960er Jahren lehrte er am MIT.
Seine Bedeutung für die Anfänge der modernen Homotopie-Theorie ist vielleicht vergleichbar mit der von Saunders Mac Lane für die homologische Algebra, insofern er konsequent Methoden der Kategorientheorie einsetzte.
Sein berühmtestes Werk ist die abstrakte Formulierung der Adjungiertheit von Funktoren aus dem Jahr 1958.
Kan leistete auch Beiträge zur Theorie simplizialer Mengen und allgemein zu simplizialen Methoden in der Topologie. Er gab eine kombinatorische Definition von Homotopiegruppen für Kan-Komplexe (semisimpliziale Komplexe, die die Kan-Erweiterungs-Eigenschaft haben), die für den singulären Kettenkomplex eines topologischen Raumes die üblichen – topologisch definierten – Homotopiegruppen des Raumes liefert.
Zusammen mit Bill Thurston bewies er 1976 den Satz von Kan und Thurston, dass es zu jedem wegzusammenhängenden topologischen Raum {\displaystyle X} eine diskrete Gruppe {\displaystyle \pi } gibt derart, dass der Eilenberg-MacLane-Raum {\displaystyle K(\pi ,1)} eine gute Approximation zu {\displaystyle X} ist, d. h. es eine stetige Abbildung {\displaystyle K(\pi ,1)\rightarrow X} gibt, die in singulärer Homologie einen Isomorphismus induziert.
Er war Mitglied der Königlich Niederländischen Akademie der Wissenschaften.
Zu seinen Doktoranden gehören William G. Dwyer und Aldridge Bousfield (eine Spektralsequenz ist nach Bousfield und Kan benannt).

## Schriften
- On c. s. s. complexes. In: Amer. J. Math., 79 ,1957, S. 449–476.
- A combinatorial definition of homotopy groups. In: Ann. of Math. (2) 67, 1958, S. 282–312.
- Adjoint functors. In: Trans. Amer. Math. Soc., 87, 1958, S. 294–329.
- mit Bousfield: The homotopy spectral sequence of a space with coefficients in a ring. In: Topology, 11, 1972, S. 79–106.
- mit Bousfield: Homotopy limits, completions and localizations. In: Lecture Notes in Mathematics, Vol. 304. Springer-Verlag, Berlin / New York, 1972. v+348 pp.
- mit Thurston: Every connected space has the homology of a {\displaystyle K(\pi ,1)}. In: Topology, 15, 1976, no. 3, S. 253–258.
- mit Dwyer: Function complexes in homotopical algebra. In: Topology 19, 1980, no. 4, S. 427–440.